# 華僑城

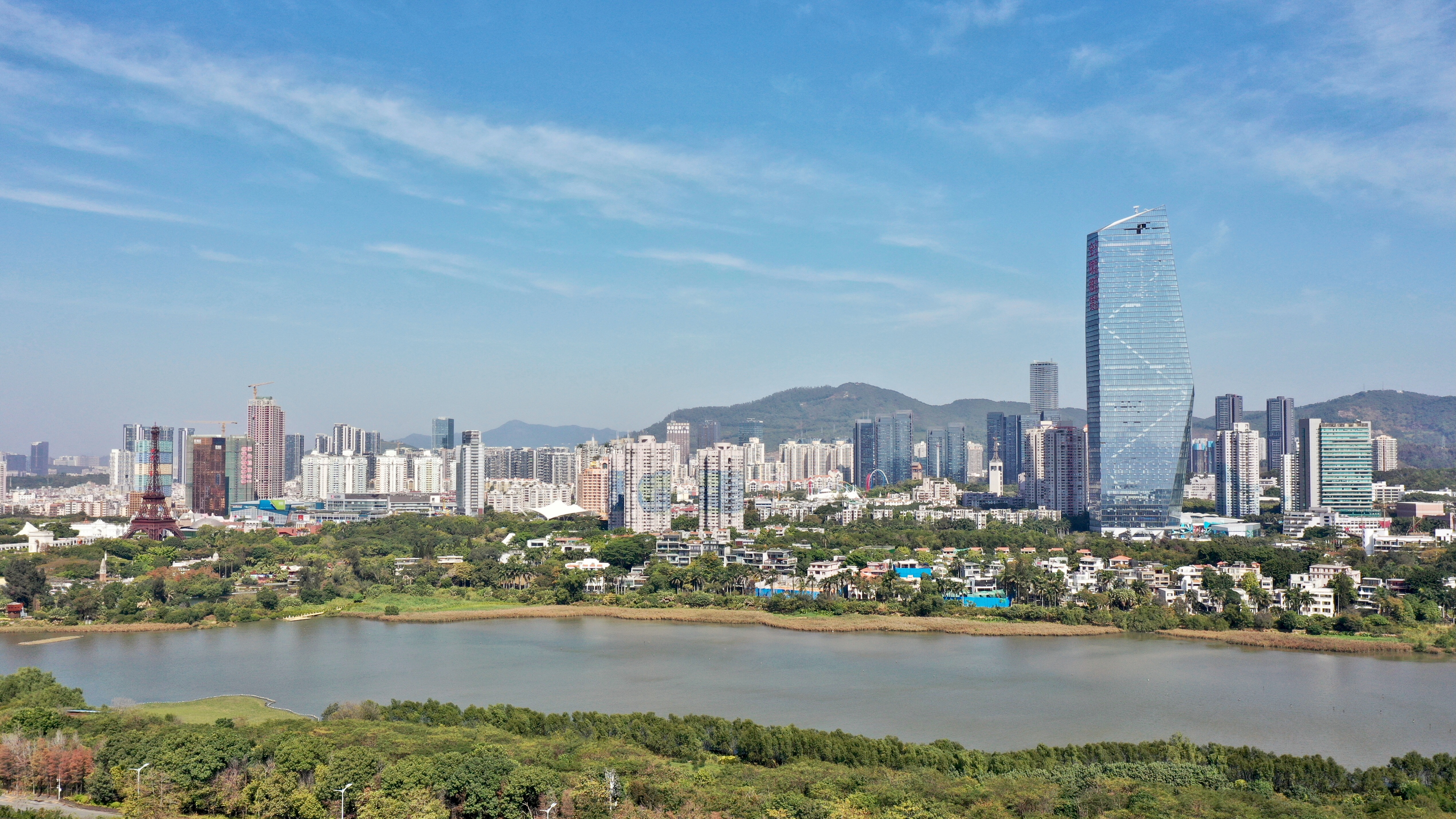
2020年时的华侨城。前景为华侨城湿地，右侧高楼为华侨城大厦，左侧是世界之窗公园，远端背景为塘朗山。

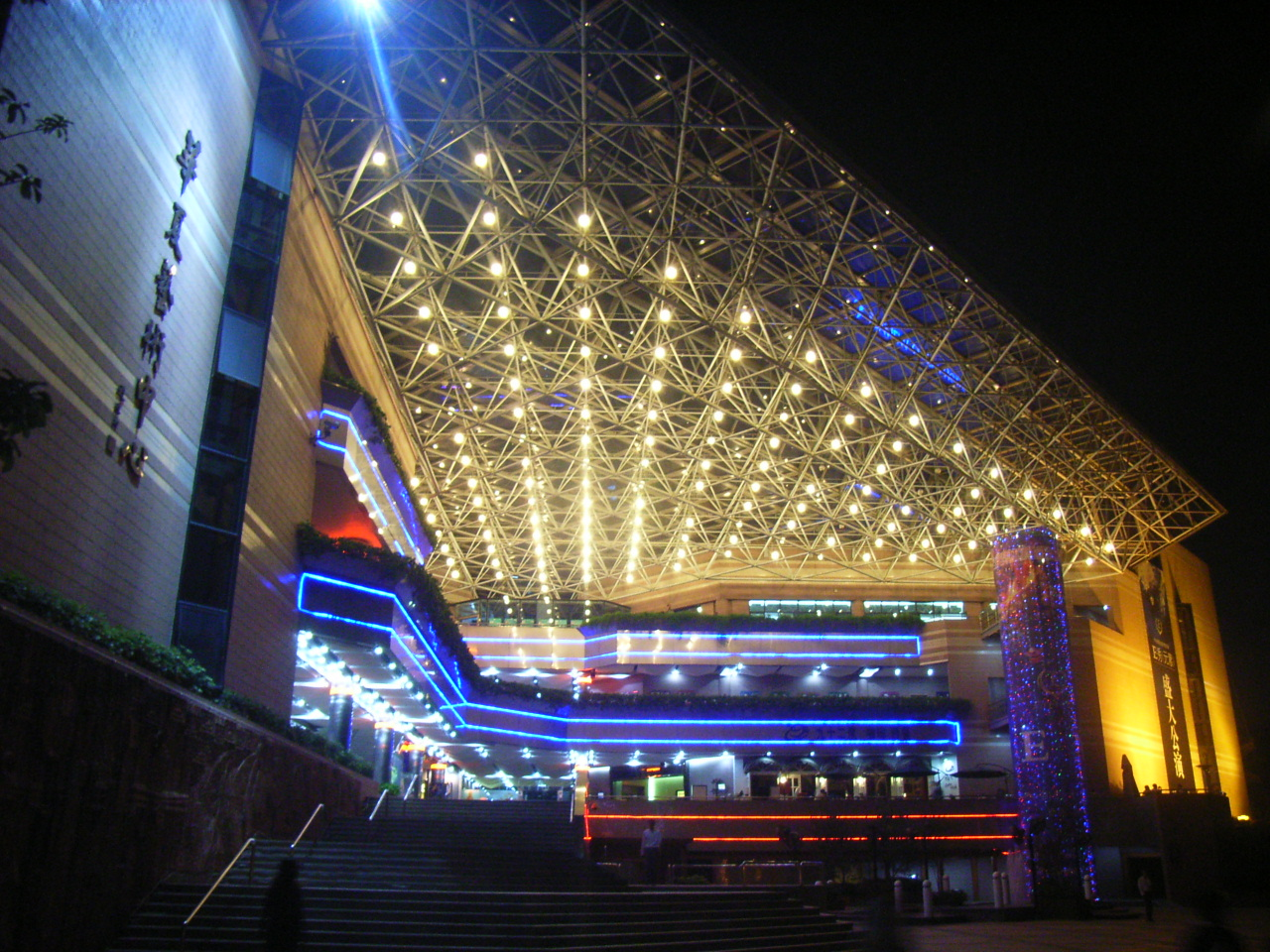
深圳華僑城華夏藝術中心夜景

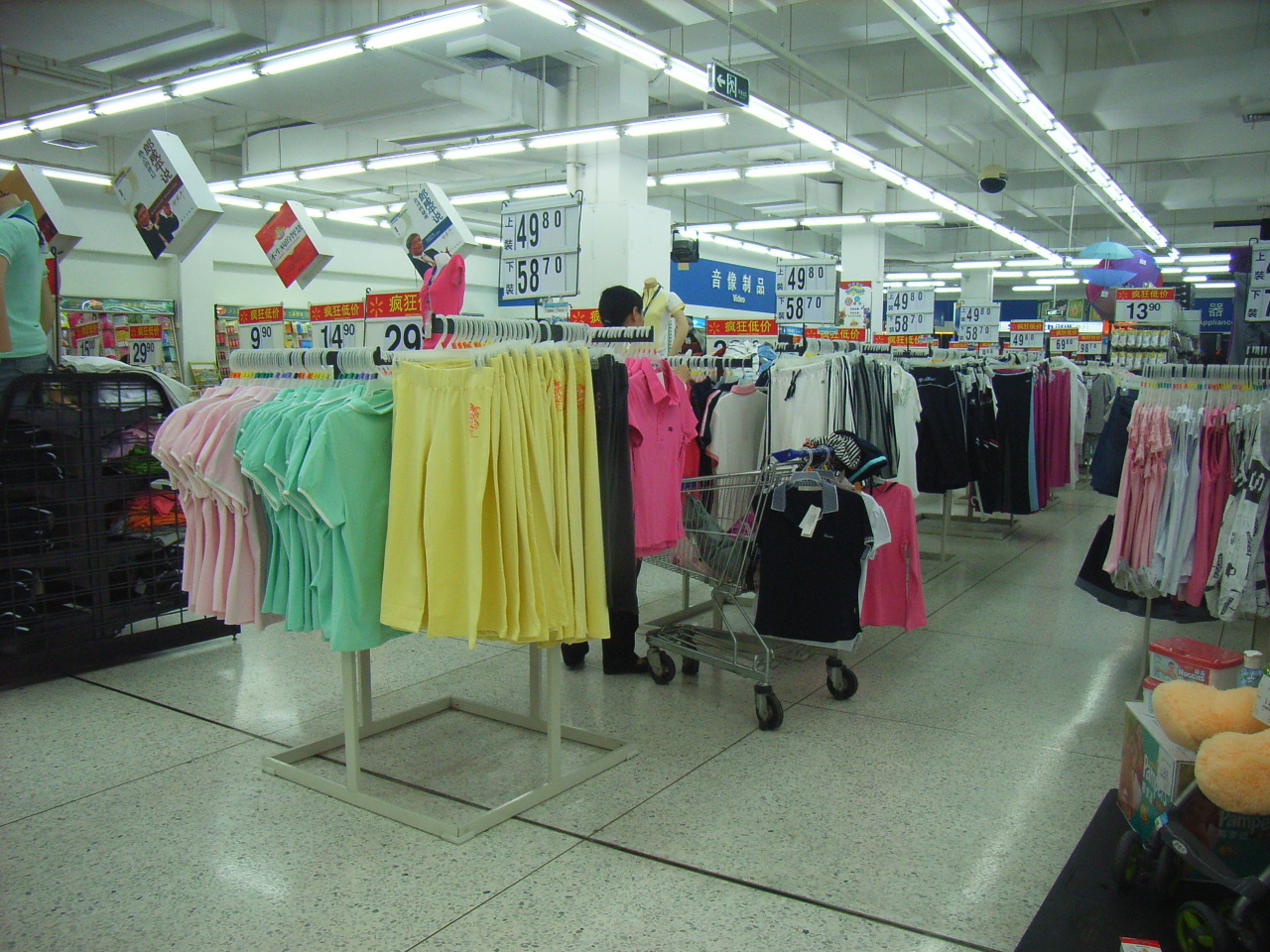
華僑城沃爾瑪百貨商場

华僑城（英語：Oversea Chinese Town，縮寫：OCT），位于中國廣東省深圳市南山区深圳灣畔，前身為深圳機場的擬定選址（後改於寶安區黃田建造，即今日的寶安機場），佔地4.8平方公里，內有多項旅遊設施，如錦繡中華、世界之窗、歡樂谷、OCT創意園、歡樂海岸等，以文化旅遊景區為主體的旅遊度假區，亦有住宅、酒店、商場項目。度假區是由华侨城集团营运。

## 華僑城創意文化園
舊廠房改造的物業，内有OCT当代艺术中心，以及許多設計、傳媒、廣告、藝術、建築工作室，也有書店、餐廳、酒吧和咖啡館。

## 相關
- 漢唐大廈
- 華僑城酒店
- 華僑城大廈
- 華夏藝術中心
- 華美術館
- 華僑城洲際酒店

## 交通
- 单轨电车欢乐干线：无人驾驶游览线路，车站覆盖华侨城各景点，线路单线呈环状运行。
- 地铁1号线：世界之窗站，華僑城站，僑城東站
- 地铁2号线：侨城北站
- 地铁9号线：深圳灣公園站

## 外部連結
- 華僑城集團 （页面存档备份，存于）
- 華僑城旅行社 （页面存档备份，存于）

http://www.chinaoct.com/octresort/ （页面存档备份，存于）
22°32′13″N 113°58′43″E / 22.53684°N 113.97868°E